# Rogawica
Rogawica (deutsch Roggatz) ist ein Ort bei Słupsk (Stolp) in der polnischen Woiwodschaft Pommern.

## Geographische Lage
Roggatz liegt in Hinterpommern, etwa 11 Kilometer nordöstlich von Stolp und 97 Kilometer westlich der regionalen Metropole Danzig.

## Geschichte

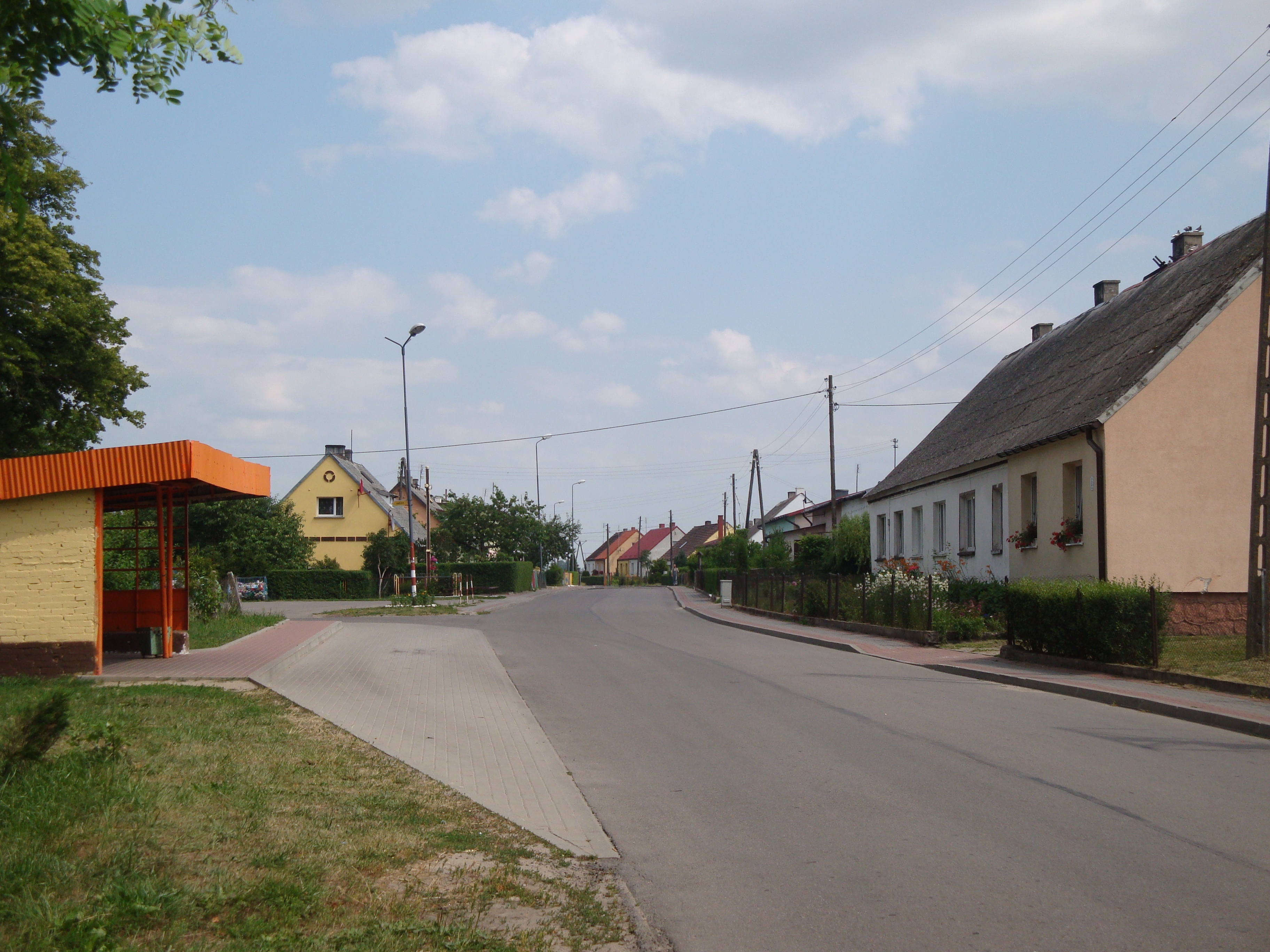
Dorfstraße (2010)

Statt des deutschen Ortsnamens Roggatz wurde für die Landgemeinde früher auch der Ortsname Rogatsch verwendet. Die Landgemeinde war ein reines Gutsdorf mit den beiden Gütern Roggatz und Kuckow. Sie war alter Lehnsbesitz der Familie v. Bandemer, die bereits 1493 urkundlich genannt wurde. 1774 wurde das Gut Roggatz von den Bandemers an Lorenz Friedrich v. Pirch verkauft, von dem es in einem Vergleich von 1781 Nikolaus Christoph v. Somnitz übernahm. Um 1784 hatte Roggatz ein Vorwerk, drei Bauern, einen Kossäten, einen Schulmeister und insgesamt zehn Haushaltungen. 1804 war Wilhelm Lorenz v. Somnitz der Eigentümer. 1839 wurde das Gut verkauft und gelangte in den Besitz der Familie Holtz.
Bis 1945 gehörte die Landgemeinde zum Landkreis Stolp im Regierungsbezirk Köslin der preußischen Provinz Pommern.
Nachdem die Region gegen Ende des Zweiten Weltkriegs am 8. März 1945 von der Roten Armee besetzt worden war, wurde sie nach Kriegsende unter polnische Verwaltung gestellt. Die deutsche Bevölkerung wurde anschließend von den Polen aus Roggatz vertrieben.

## Verwaltungsstruktur
Der Ort bildet ein Schulzenamt in der Gmina Redzikowo (Landgemeinde Reitz) im Powiat Słupski (Stolper Kreis) der Woiwodschaft Pommern.